# Alexandru Petrovici, Duce de Oldenburg
Ducele Alexandru Petrovici de Oldenburg (2 iunie 1844 - 6 septembrie 1932) a fost al doilea fiu al Ducelui Petru de Oldenburg și a soției sale, Prințesa Therese de Nassau-Weilburg. Deși deținea un titlu german, Alexandru și frații săi au fost născuți și crescuți la St. Petersburg ca nepoți ai Marii Ducese Ecaterina Pavlovna a Rusiei.
Alexandru a servit ca Adjutant general al lui Alexandru al III-lea al Rusiei și comandant general al gărzii imperiale. Alexandru a fost candidatul Rusiei pentru a-i succeda lui Alexandru, Prinț al Bulgariei însă candidatura sa a eșuat în fața susținerii celorlalte mari puteri europene pentru Ferdinand de Saxa-Coburg și Gotha. La izbucnirea Primului Război Mondial, Nicolae al II-lea al Rusiei l-a numit pe Alexandru ca medic, șeful suprem al serviciului medical. 
Alexandru și soția sa, Prințesa Eugenia Maximilianovna de Leuchtenberg, erau cunoscuți în Rusia pentru filantropie, fondarea de școli, spitale, orfelinate și alte munci de caritate. În timpul Primului Război Mondial, Ducele a invitat soldați britanici și francezi răniți să stea gratuit la sanatoriul pe care l-a fondat în Crimeea.
Când a izbucnit Revoluția rusă, s-a spus că Alexandru a fost unul dintre membrii uciși ai familiei imperiale ruse însă Alexandru a reușit să scape prin Finlanda, a ajuns apoi în Franța unde a murit la Biarritz la 6 septembrie 1932. 